# Johann Friedrich Funk (Bildhauer, 1706)

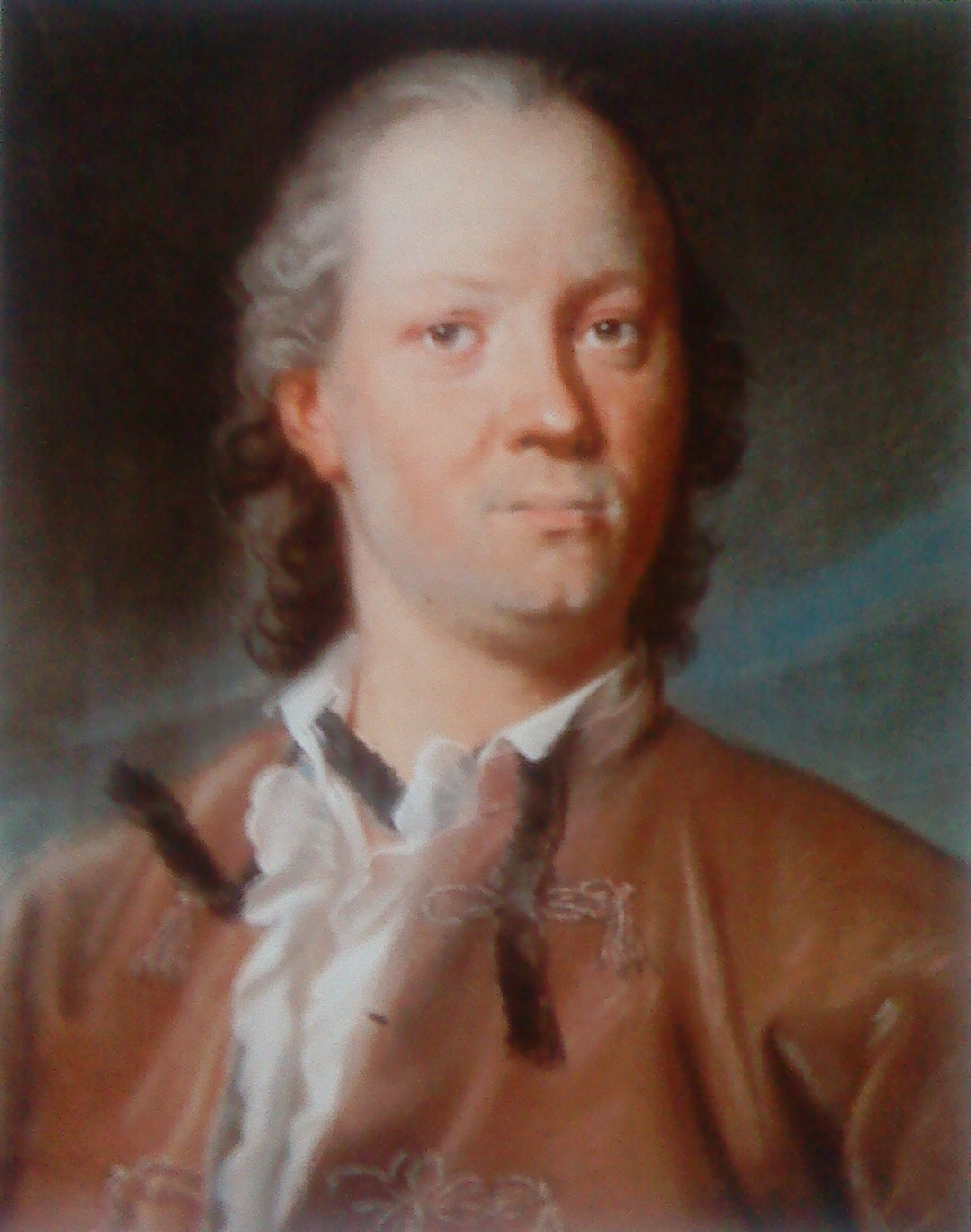
Johann Friedrich Funk (I.), Bildnis von Jakob Emanuel Handmann (1746)

Johann Friedrich Funk (I.) (getauft am 4. April 1706 in Murten; † 1. April 1775 in Bern; Bürger von Nidau) war ein Schweizer Bildhauer.

## Leben
Funk war der zweitälteste Sohn des Johann Lorenz Funk, eines Postspediteurs aus Frankfurt am Main, und der Anna Margaritha, geborene Sergant. Der Ebenist Mathäus Funk war sein älterer Bruder. Funk erlernte das Bildhauerhandwerk in Bern. Er war seit seiner Lehrzeit mit Johann August Nahl befreundet, der sich von 1746 bis 1755 in Bern aufhielt. In Bern schuf er ab 1733 Bauplastiken wie Hauszeichen, Portale, Giebelreliefs, Brunnen, Standbilder und den neuen Schultheissenthron. Er war aber auch ausserhalb der Berner Herrschaft tätig: So schuf er Grabmäler, Epitaphe und Fassadenskulpturen in Basel, wo er auch das Wildt’sche Haus ausstattete. Weiter verliessen Spiegel, Rahmen, Konsoltische u. v. m. seine Werkstatt.
1749 erhielt er vom bernischen Rat die Bewilligung, in der Matte in Bern eine Marmorsäge und Schleife einzurichten. Hier verarbeitete er Marmore und Kalksteine aus dem Berner Oberland (Grindelwald, Rosenlaui, Zweilütschinen) und aus dem Waadtland (zwischen Yvorne und Roche VD, beispielsweise Viviser Marmor, Steinbruch Truche Fardel, oder Truchefardel Yvorne). Letztere erhielt er über Jean David Fatio, Mitarbeiter der Marmorschleifer Marbriers Doret aus Vevey. Herausragend sind die Arbeiten für das Stift, das Burgerspital, das Blatternhaus, die Bibliotheksgalerie sowie das Hôtel de Musique in Bern. Nach seinem Tod übernahm sein gleichnamiger Sohn Johann Friedrich Funk die Werkstatt.
Die bedeutendste und umfangreichste Sammlung von Werken Johann Friedrich Funks (I.) befindet sich heute im Schloss Jegenstorf, sein schriftlicher Nachlass befindet sich in der Burgerbibliothek Bern.

## Werke

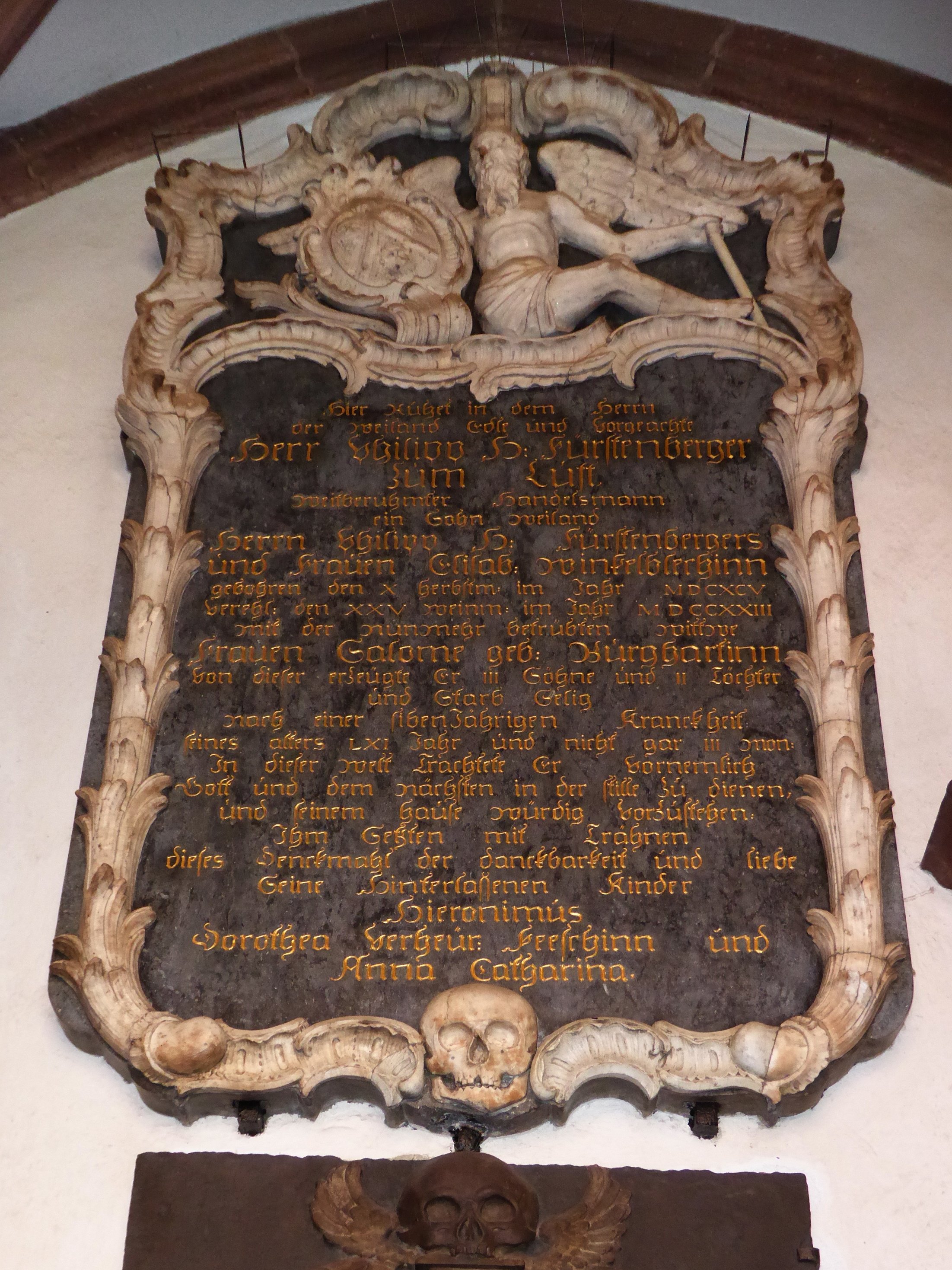
Epitaph für Philipp Fürstenberger (1695–1723) im Kreuzgang des Basler Münsters (siehe Weblink-Sikart)

- Epitaph für Philipp Fürstenberger (1695–1723) im Kreuzgang des Basler Münsters (siehe Weblink-Sikart)Bilderrahmen mit Liktorenbündeln Louis XV

## Sammlungen
- Bernisches Historisches Museum
- Schloss Jegenstorf
- Schloss Oberhofen
- Schloss La Sarraz
- Schloss Wildegg